# 어사 키트

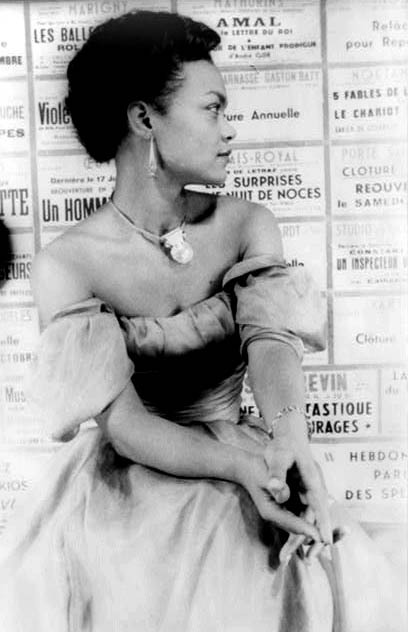
어사 키트
(1952년에 칼 반 베흐텐이 찍은 사진.)

어사 키트(Eartha Kitt, 1927년 ~ 2008년)는 미국의 가수이다. 남 캐롤라이나 주 컬럼비아에서 태어났다. 1946년에 캐서린 더넘 무용단으로 들어가 발레에 전념하였으나, 4년 후에 독립하였다. 가수 및 댄서로 구미의 각 업소에 출연하였다. 1952년에는 뉴욕의 뮤지컬 《뉴 페이스》에서 주역을 맡았으며, 다음 해에는 RCA 빅터의 전속이 되었다. 이후 〈우스크달라〉, 〈세시봉〉 등 큰 인기곡을 내어 인기를 확고히 한 정력적인 흑인 여성가수이다.
2000년 디즈니 만화작품 <쿠스코? 쿠스코!> 시리즈의 악녀 캐릭터 이즈마 성우이기도 하다.